# Neomuscina similata
Neomuscina similata är en tvåvingeart som beskrevs av John Otterbein Snyder 1949. Neomuscina similata ingår i släktet Neomuscina och familjen husflugor. Inga underarter finns listade i Catalogue of Life.